# Luciano Paolicchi
Luciano Paolicchi (Pisa, 20 settembre 1925 – Roma, 27 luglio 2019) è stato un politico italiano.

## Biografia
Esponente del PSI in Toscana, è stato deputato socialista dal 1958 al 1966 per due legislature (III e IV), membro della Direzione nazionale del partito (1957-1968) e responsabile della politica culturale. Si dimise nel corso dell'ultima sua legislatura, venendo sostituito dal primo dei non eletti, il collega di partito Vittorio Galluzzi.
Vicepresidente della Rai nel 1967, ne fu amministratore delegato dal 1969 al 1972. Si dimise dalla Rai e divenne presidente della Finmare nel gruppo IRI.